# 圣埃斯特万-德帕劳托尔德拉
圣埃斯特万-德帕劳托尔德拉（西班牙語：San Esteban de Palautordera），是西班牙加泰罗尼亚巴塞罗那省的一个市镇。总面积11平方公里，总人口1484人（2001年），人口密度135人/平方公里。